# 海边柿
海边柿（学名：Diospyros maritima），又名黃心柿，为柿科柿属下的一个种。其高度可達15（50英尺），果實呈圓形，直徑達1.7 cm（1英寸）。其种加詞來自拉丁語，意思是“海邊” ，此即這種植物的栖息地。其分佈于馬來西亞到澳大利亞這一片地區。台灣原產，散生在海岸灌木丛中。果和树皮具有强烈麻醉性。将树皮磨成粉，放入袋内投下水中，可以药鱼。木材易施工，可作家具、用具、枪托等，并且是良好薪炭材。叶片基部叶柄附近有2明显的腺体，容易辨识。

## 扩展阅读
- 維基物種上的相關：海边柿